# Isola Vicentina
Isola Vicentina (Ìzoła in veneto) è un comune italiano di 10 344 abitanti della provincia di Vicenza in Veneto.

## Geografia fisica

### Territorio
Le colline, trattasi delle ultime propaggini occidentali dei Prelessini, sono ricche sia di boschi cedui di carpino, roverella, orniello e a tratti castagno, che di piccole proprietà agricole a seminativo-misto a conduzione familiare.
Il comune di Isola Vicentina è attraversato dai torrenti Orolo, che passa per il centro del paese e il torrente Timonchio. Solitamente il loro alveo è povero d'acqua, infatti questi torrenti hanno la caratteristica di essere, per la maggior parte del loro percorso, in secca per quasi tutto il periodo dell'anno. Non è raro, infatti, trovare persone che camminano nel ciottoloso letto dei corsi d'acqua ad eccezione della parte dell'Orolo in località S. Maria dove, le numeroso rogge affluiscono nel torrente con una minima quantità d'acqua. Queste rogge un tempo servivano per portare l'acqua al mulino del paese, oggi non più visibile.

## Origini del nome

### La prima parte:Isola
Isola, prima parte del nome del comune, deriva con molta probabilità da una caratteristica fisica che il territorio possedeva nell'antichità quando, bagnato anche dal Leogra, era soggetto a molte alluvioni che ricoprivano le campagne lasciando scoperte solo alcuni isolotti di terra e ghiaia. Spesso, infatti, gli autori si riferivano al paese e talvolta pure al comune chiamandoli al plurale: "in pertinentiis de Insulis, in pertinentiis ville Insularum" e "Communitas Insularum".
Secondo il Mantese, invece, Isola non deriva semplicemente da una caratteristica fisico-idrologica bensì da una ragione storica. All'inizio del X secolo il re d'Italia Berengario concesse a Vitale, il vescovo di Vicenza, la corte de Sala nel luogo dove sorge ora Isola. Una storpiatura del riferimento in Sala, potrebbe aver portato ad insula e da lì ad Isola.
Nei documenti del XIII secolo il nome è sempre riportato al singolare (Insula), mentre dal XIV al XV secolo se ne parla sempre al plurale.

### La seconda parte:di MaloeVicentina
La specificazione di Malo al già secolare Isola comincia ad apparire solo nei documenti della seconda metà del Cinquecento. Questo è dovuto ad una fusione del Comune di Isola nel vicariato di Malo ad opera della Repubblica di Venezia in un momento di riordino ed estimo per la suddivisione delle tasse. Tale toponimo venne poi confermato con il dominio francese di Napoleone e poi austroungarico che riformarono l'organizzazione amministrativa locale. Nel 1816 i comuni di Castelnovo, Ignago e Torreselle vengono fusi con quello di Isola di Malo, che manterrà tale nome.
Dopo l'annessione del Veneto all'Italia venne soppresso il Commissariato di Malo e Isola di Malo cominciò a dipendere solo dalla provincia, sicché il vecchio legame cominciava a diventare mal visto dai paesani. Il 12 novembre 1902 alcuni isolani, infatti, presentarono un'istanza al municipio perché venisse cambiato il nome al paese adducendo come motivazione che la posta proseguiva spesso il suo viaggio verso Malo o Monte di Malo salvo poi tornare indietro allungando anche di molto i tempi postali.
Il 27 maggio 1903 il Consiglio comunale decretò giusta tale proposta e chiese alle autorità superiori di cambiare il nome in Isola. Il 13 settembre 1903, mentre la comunità stava discutendo su quale potesse essere la specificazione da accompagnare al nuovo nome proposto, venne presentata un'ulteriore istanza al municipio proprio per chiedere che il nome venisse specificato. Durante le dispute erano tre le proposte avanzate dai paesani: lasciare soltanto Isola, chiamare il comune Isola del Cengio in onore della rocca o denominarlo Isola Vicentina. Dopo numerose trafile burocratiche il consiglio comunale deliberò, in data 21 settembre 1904, di chiamarsi Isola. Il nome venne criticato dall'Autorità Prefettizia per la mancanza di precisione e quindi consigliò Isola Vicentina, toponimo che venne quindi confermato il 10 novembre 1905 dal consiglio comunale. Il 17 dicembre 1905 il re Vittorio Emanuele III firmò il Decreto Reale che ne cambiò ufficialmente il nome.

## Storia

### Epoche antica, medievale e moderna

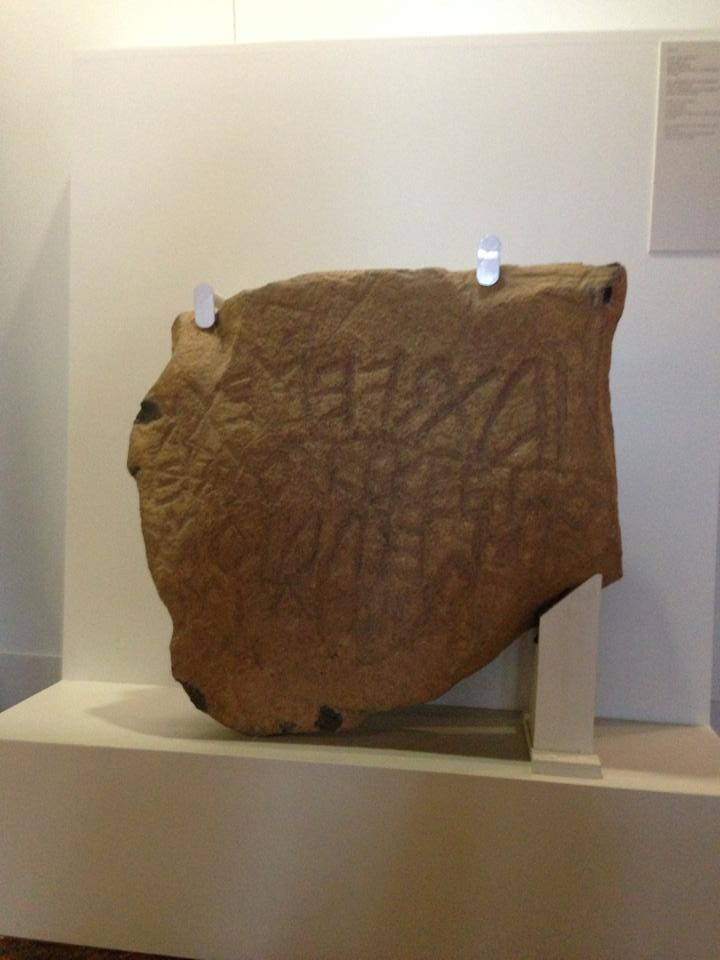
La Stele di Isola Vicentina

La presenza di popolazioni venetiche è accertata dall'importante ritrovamento di una stele, conservata presso il Museo naturalistico archeologico di Vicenza.
Di età romana sono stati trovati resti di una villa rustica del periodo imperiale.
Durante l'Alto Medioevo sul territorio si insediarono i benedettini, che lavorarono per bonificare i terreni paludosi e renderli coltivabili. Forse si deve a una loro comunità esistente nel 753 e dipendente dall'abbazia di Nonantola, l'antica chiesa di San Pietro apostolo a Isola Vicentina. Così pure l'antica chiesa dei santi Vito, Modesto e Crescenzia a Castelnovo (si trovava accanto all'attuale chiesa parrocchiale) e possedimenti ad Ignago.
A partire dal X secolo Isola fu possedimento vescovile dapprima, quindi feudo della famiglia Conti (fino al XII secolo) e poi della famiglia Da Vivaro (dal 1201).
Seguì quindi le sorti del Vicentino e nel 1402 entrò a far parte della Repubblica di Venezia fino alla sua caduta nel 1797.
Nel 1513, durante la guerra della lega di Cambrai, fu devastata dalle milizie di Massimiliano d'Austria.
Il paese ha assunto il nome Isola Vicentina nel 1905, precedentemente si chiamava Isola di Malo.

### Dal Regno d'Italia alla prima guerra mondiale
Con l'annessione del Veneto al Regno d'Italia il consiglio comunale continuò ad essere costituito da membri della nobiltà che non abitavano a Isola bensì a Vicenza e il loro unico motivo d'interesse in paese erano i vasti possedimenti terrieri. Tra il 1867 e il 1876 l'Amministrazione fu guidata dal conte Antonio Branzo-Loschi, ultimo erede della famiglia Branzo-Loschi presente nel territorio comunale dal XIII secolo e tra il 1883 e il 1901, fu guidata dal conte Alvise Biego. Tali sindaci portavano avanti la loro politica di preservazione dei diritti per i grandi proprietari terrieri, lasciando gran parte della popolazione isolana alla povertà di piccoli lavori agricoli. La situazione non cambiò neppure quando venne eletto il marchese Giuseppe Roi, altro rappresentante di una borghesia che non rappresentava, però, il paese di Isola Vicentina.
Con il tempo i vecchi patriarchi lasciavano il posto ai loro figli, meno interessati di loro al mantenimento e alla cura dei loro possedimenti. Il 3 ottobre 1902 Giuseppe Roi fu riconfermato sindaco in un clima comunale burrascoso che portò, già nel 1905, alle sue dimissioni. Il 12 agosto dello stesso anno venne eletto sindaco Giuseppe Munari con una bassa maggioranza che ne decretò le dimissioni immediate. Il 18 novembre 1905 venne eletto, sempre senza una larga maggioranza, Giacomo Rizzi il primo sindaco che da più di cento anni poteva vantare di essere nato, cresciuto e di vivere a Isola Vicentina. La Giunta che egli formò era costituita da rappresentanti non più del ceto nobiliare, ma del ceto medio emergente.
La situazione del paese non cambiò radicalmente: nel 1904 il paese venne "dichiarato infetto da pellagra"; la povertà si manifestava ancora tra il 1905 e il 1906 con un alto tasso di mortalità dovuto alle malattie infettive; nel 1910 si diffuse il colera e si dovette procedere con la costruzione di un lazzaretto comunale per poter evitare il diffondersi delle epidemie.
Nonostante questo, nel 1906 venne costruita la linea elettrica fra Malo e il paese, furono deliberati gli ampliamenti o le costruzioni di nuovi edifici scolastici sia a Isola sia nelle frazioni, vennero incanalate le acque piovane per evitare i ristagni e furono sistemati i ponti sulla Giara.

### Prima guerra mondiale
Come in tutti i comuni nel vicentino, la "Grande guerra" portò molta paura e un profondo riassetto dell'organizzazione comunale. Il comune si trovò ad affrontare l'imposizione di un solo tipo di pane, del razionamento dei viveri per sfamare i soldati al fronte, di uomini e giovani arruolati e l'arrivo di numerosi sfollati dai paesi più a nord. Numerose furono le divisioni che passarono e sostarono per il paese e ingente il numero di soldati ricoverati nel convento di Santa Maria del Cengio o nel lazzaretto comunale.
Dopo la Strafexpedition, gli austriaci penetrarono molto nel territorio italiano tanto che Isola Vicentina fu ridefinita da retrovia a zona operativa. Per questo motivo il Genio Militare effettuò una serie di lavori per preparare il terreno ad una possibile battaglia. Primi fra tutti furono i lavori di sistemazione del ponte sul Timonchio, giudicato insufficiente, e irrobustito. Successivamente vennero costruiti strade, trincee, camminamenti e le gallerie, alcune delle quali sono ancora oggi esistenti e permettono di capire, collegandole una ad una, quale fosse la linea difensiva predisposta.
La prima guerra mondiale si concluse, nel 1918, con 74 caduti.

### Dopoguerra e fascismo
Gli anni del dopoguerra, come in tutta Italia, furono caratterizzati da estrema povertà e disoccupazione. Nell'inverno del 1920 l'amministrazione comunale cercò di riavviare i progetti sospesi per poter dare lavoro alle persone. In poco tempo anche a Isola nacque la Lega Bianca indirizzata a dare maggior diritti ai contadini e agli operai della filanda del paese.
Nelle elezioni del 16 novembre 1921 i Blocchi nazionali (la lista dove si presentò il Partito Nazionale Fascista) ottenne il 22,37% dei voti (circa due punti percentuali in più della media italiana). Questo diede maggior slancio al gruppo fascista isolano che, il 27 giugno 1921, fondò il Fascio di Isola (denominato Intrepida) con 150 aderenti all'attivo. In poco tempo si arrivò allo scontro fra gli esponenti popolari e quelli fascisti. Già nel 1922 erano cominciati gli attacchi fisici ai componenti della Lega Bianca da parte dei fascisti e per tutto l'anno furono molti i comizi che terminarono o rischiarono di terminare in risse. Questo e le numerose intimidazioni individuali portarono ad una diminuzione delle adesioni della Lega.
Nel 1925 venne sciolto il consiglio comunale eletto dagli isolani e Vittorio Marchioro fu designato Commissario Prefettizio; nel settembre 1926 gli successe Raul Scandelibeni, diventato poi ufficialmente podestà nel marzo 1927. Gli anni del fascismo videro a Isola, come in tutta Italia, una profonda riorganizzazione della vita sociale: vennero chiusi tutti i circoli ricreativi parrocchiali per il timore che l'educazione religiosa interferisse con quella del partito, ogni dove vennero appesi manifesti del fascio, i programmi scolastici vennero rivisti e la gioventù venne suddivisa nelle tipiche fasce d'età secondo le indicazioni dell'Opera nazionale balilla.
Vi fu anche un riassetto della nomenclatura di alcune vie: la via principale venne rinominata via Roma in onore del decimo anniversario della Marcia su Roma e lo spiazzo con la fontana, denominato da sempre con il generico nome di Piazza, venne intitolato a Guglielmo Marconi.

### Seconda guerra mondiale
Il 10 giugno 1940 l'Italia dichiara guerra a Gran Bretagna e Francia. A Isola, come in tutta Italia, si tornò in guerra: invio di uomini al fronte, raccolta massiccia di rottami metallici e la lotta agli sprechi. Dopo l'armistizio dell'8 settembre 1943 le cose peggiorarono. Tra settembre e ottobre arrivarono in paese delle truppe naziste che sequestrarono Villa Varaschini a Castelnovo, Villa Folco in Vallugana e Villa Guardini a Isola dove installarono il loro comando operativo. A giugno 1944 Villa Guardini fu completamente sequestrata e divenne il centro di tutte le operazioni tedesche isolane: tra Isola e Castelnovo si potevano contare in media 80 soldati nazisti di stanza nel paese.

#### Organizzazioni partigiane isolane
Anche a Isola Vicentina, dal 1944, erano presenti piccoli gruppi di partigiani attivi principalmente sulle zone collinari di Isola e Torreselle. I gruppi isolani facevano parte delle formazioni Garemi (soprattutto sui colli formando la brigata Ismene) e di quelli definiti i piccoli maestri (raggruppati nella zona della Cogolla). A questi si aggiunsero i territoriali che, rimanendo in paese, aiutavano di soppiatto i gruppi guerriglieri (soprattutto i piccoli maestri) con supporto logistico e di viveri.
Il blocco dell'avanzata Alleata in Italia nell'autunno 1944 permise alle truppe naziste di riorganizzare le azioni contro i ribelli e quindi i partigiani dovettero rallentare le loro attività: i piccoli maestri si dispersero in località diverse, mentre i territoriali aumentarono di numero.
Nell'inverno 1944-1945 i gruppi partigiani vennero inglobati nel distaccamento di Isola della neo-nata Brigata Cesare Battisti. La Brigata era composta da 200 uomini comandati da Augusto Ghellini (in codice Barba), mentre la componente isolana era comandata da Pierino Cazzola (in codice Aquila Bianca) fino al suo arresto, quando subentrò il fratello Sergio. Nella primavera 1945 la Brigata inglobò anche i componenti di Castelnovo e San Vito arrivando a 300 uomini circa. Il battaglione di Isola e Castelnovo assunse il nome Egidio Tonello in onore di un ventitreenne di Vallorcola ucciso durante un rastrellamento.

#### Rastrellamenti
Il fatto che Isola Vicentina fosse un luogo frequentato da partigiani lo rendeva particolarmente vittima di retate e rastrellamenti da parte della polizia fascista. Questo succedeva per la maggior parte nelle colline dal momento che in pianura le uniche componenti partigiane presenti erano quelle territoriali. Furono vari i rastrellamenti nelle zone di Torreselle e Ignago per la ricerca di armi, fuggitivi o semplici controlli delle abitazioni che spesso si concludevano con fucilazioni o deportazioni di uomini validi e giovani nei campi di concentramento o nelle fabbriche tedesche. Furono almeno 218 gli uomini di Isola Vicentina di ritorno dalla deportazione dopo la liberazione.
Gli stessi partigiani, però, compivano requisizioni nelle case isolane, soprattutto ai contadini che parteggiavano per i fascisti. Tutto questo si traduceva in una paura generalizzata anche di quelle persone che avrebbero dovuto difendere il territorio.

#### Incursioni aeree
La vicinanze di Isola con l'aeroporto di Villaverla la rendeva anche un bersaglio delle incursioni aeree. Le principali furono tre (il 14 maggio 1944, il 18 novembre 1944 e il 29 aprile 1945), durante le quali furono sganciate in totale 278 bombe che colpirono 10 edifici, uccisero 2 civili e fecero 7 feriti.
La paura degli aerei era però legata soprattutto a Pippo, l'aereo che sorvolava di notte i paesi e faceva fuoco ad ogni parvenza di luce accesa. In questo modo le famiglie erano costrette a tenere spente le luci e a chiudere i balconi per impedire ogni spiraglio luminoso, ma anche a dover coprire i vetri delle finestre durante le notti di luna piena per evitare che la luna si riflettesse sui vetri.

#### Ritirata tedesca e liberazione
Nell'aprile 1945 Isola fu attraversata continuamente da soldati tedeschi in ritirata su cui i partigiani avevano ordine di effettuare manovre di disturbo. Non mancarono in questa circostanza azioni violente da parte dei soldati spaventati che cercavano ogni mezzo pur di fuggire il più rapidamente dall'Italia.
Domenica 29 aprile 1945 la resistenza partigiana riuscì a superare le difese di Villa Guardini, il centro operativo tedesco isolano, e l'esercito americano arrivò ad Isola. Per molti giorni i soldati tedeschi continuarono a scappare attraverso i boschi, chiesero asilo alle famiglie o si nascosero nei fossi.
Al termine del conflitto per il paese ci furono 31 caduti e 17 dispersi in guerra. La guerra di liberazione fece invece 6 morti.

### Ritorno della democrazia
Fino al 1946, data del ritorno formale della democrazia in tutta Italia, a Isola ci fu un periodo di incertezza politica. Domenica 6 maggio 1945 i capifamiglia furono convocati in Comune per creare il consiglio comunale pro tempore per l'elezione di un'amministrazione comunale. Essa venne istituita l'8 maggio con l'elezione di Giovanni Ceccato come sindaco e con la formazione di una giunta composta da componenti del Comitato di Liberazione Nazionale. Seguì un periodo di rivalsa da parte dei vincitori della guerra sui parteggianti per il partito fascista.
Nelle prime elezioni comunali della Repubblica Italiana, a Isola la Democrazia Cristiana raggiunse l'87% delle preferenze, lasciando ai candidati socialcomunisti il 13%. Il Consiglio Comunale così formato, l'8 aprile 1946, elesse sindaco Erminio Piazza, il fondatore della DC isolana. Tali percentuali furono confermate nei seggi di Isola Vicentina durante le elezioni dell'Assemblea Costituente.
Isola, alle porte del dopoguerra, rimase ancora un paese fortemente conservatore, come testimoniano le preferenze nel referendum del 1946: 74,5% dei votanti votò per la Monarchia e il 25,5% per la Repubblica.

### Un'economia in evoluzione

#### Disoccupazione ed emigrazione
Il primo problema che il neo-sindaco Erminio Piazza si trovò ad affrontare fu quello di risolvere i disagi economici a cui era sottoposta Isola Vicentina. In una richiesta di finanziamento nel 1948 si legge: « [...] il Comune di Isola Vic. è costituito per la massima parte da piccoli proprietari terrieri e da piccoli fittavoli; manca assolutamente ogni industria e l'unica filanda che esiste è permanentemente chiusa. Durante la stagione estiva il numeroso bracciantato locale trova un po' di sfogo nell'agricoltura e nell'edilizia, ma, cessata la ressa dei lavori, quelli che non hanno risorse di famiglia, e sono i più, pesano sulla beneficenza pubblica, con grave danno per le finanze del Comune».
Come nel primo dopoguerra, il comune si adoperò per istituire una serie di lavori pubblici (costruzione dell'acquedotto rurale, costruzione della scuola a Ignago, ristrutturazione dei lavatoi, ampliamento delle scuole di Isola) per tamponare la richiesta di lavoro. Uno slancio venne dato dall'istituzione di corsi di qualificazione per lavoratori disoccupati (per muratori e rammendatrici) nel 1948. Altri corsi furono istituiti tra il 1950 e il 1951.
L'emigrazione era alle stelle: tra il 1951 e il 1956 partirono 1653 persone.

#### Lenta ripresa
I primi passi avanti si videro a metà circa degli anni cinquanta. Le imprese edili stentavano a ripartire, ma i lavori pubblici e qualche commissione privata furono il motore principale del loro inizio. Nel 1953 nacque la fornace Valbrenta e vista l'abbondanza di terreno particolarmente argilloso la materia prima non mancò mai. Queste due tipologie di imprese con lavoro prevalentemente stagionale si intersecarono alla perfezione con le esigenze delle famiglie prettamente agricole di Isola: i periodi di ingenti lavori agricoli coincidevano con i momenti di pausa nelle aziende e quindi con i momenti di disoccupazione. In questo modo i proprietari terrieri potevano avere figli operai, muratori o manovali senza rinunciare alle loro braccia nel momento del bisogno. Ciò permise alla popolazione di riuscire a mettere da parte quegli spiccioli fondamentali per la rimessa in moto dell'economia.

#### Area depressa
Il Consiglio Comunale rinnovato nel 1956 elesse come sindaco Giuseppe Sbalchiero che promosse una grande campagna di rinnovamento attraverso edilizia pubblica, illuminazione, rifacimento di strade e molto altro. Chiaramente tutte queste opere crearono occupazione e molte persone ora potevano godere di un lavoro stabile. Ancora una volta, però, ad Isola il motore primo dell'economia non erano le industrie ma i lavori pubblici. Verso la fine del mandato, nel 1960, il problema dell'occupazione parve riproporsi e quindi Sbalchiero decise di richiedere al governo di riconoscere il comune di Isola Vicentina come area economicamente depressa. Questa idea poggiava su una legge recente che concedeva agevolazioni alle imprese che avessero avviato la loro attività in una di queste aree.
Nel 1962 Isola divenne uno dei 478 comuni veneti considerati economicamente depressi. Questo portò alla costruzione di uno stabilimento Lima e alla nascita di due imprese: la fornace La Capiterlina (ora Stabila) nel 1963 e della filanda HF Filatura nel 1966.

### Dal boom economico ad oggi
Come tutto il nord-est, dopo i primi stenti nel dopoguerra Isola rinacque con un'economia fiorente trasformandosi da paese di contadini poveri a polo industriale. Già nel 1971 nel settore secondario erano occupati il 65,1% della popolazione rispetto al 51,3% del 1961, mentre il settore primario vide una diminuzione di 14 punti percentuali.
Nel comune è presente la ex sede del centro tecnico del Vicenza. Dopo il fallimento della società la struttura è in stato di abbandono e i relativi terreni come le strutture sono stati messi all’asta dal tribunale di Vicenza. Dopo 4 aste deserte il comune decide di acquistare i terreni e gli immobili per una cifra di 350.00 €.

### Simboli
Lo stemma di Isola Vicentina è costituito da «uno scudo bordato in oro, troncato di rosso e d'azzurro, caricato da quattro anelli d'oro intrecciati (disposti a Y rovesciata) e sormontato da una corona turrita in oro. Sotto lo scudo, su la lista svolazzante d'azzurro con le estremità bifide, fu riportato il motto in caratteri d'oro COMMUNITAS INSULARUM».
Tale simbolo venne approvato dal consiglio comunale il 27 ottobre 1966 dopo che, nel 1961, si decise di dare ufficialmente al comune uno stemma e un gonfalone. L'emblema venne concesso dal capo dello Stato, insieme al gonfalone, con decreto del presidente della Repubblica del 18 febbraio 1969.
I colori rosso e blu erano già allora legati al paese da moltissimo tempo sia per gli eventi civili sia religiosi. I quattro cerchi rappresentano la sede comunale (Isola) e le tre frazioni che compongono il territorio di Isola Vicentina: Castelnovo, Ignago e Torreselle. La scritta, invece, rappresenta il nome del toponimo in epoca medioevale.
Il gonfalone è un drappo troncato di azzurro e di rosso.

## Monumenti e luoghi d'interesse

### Architetture religiose

#### Santa Maria del Cengio

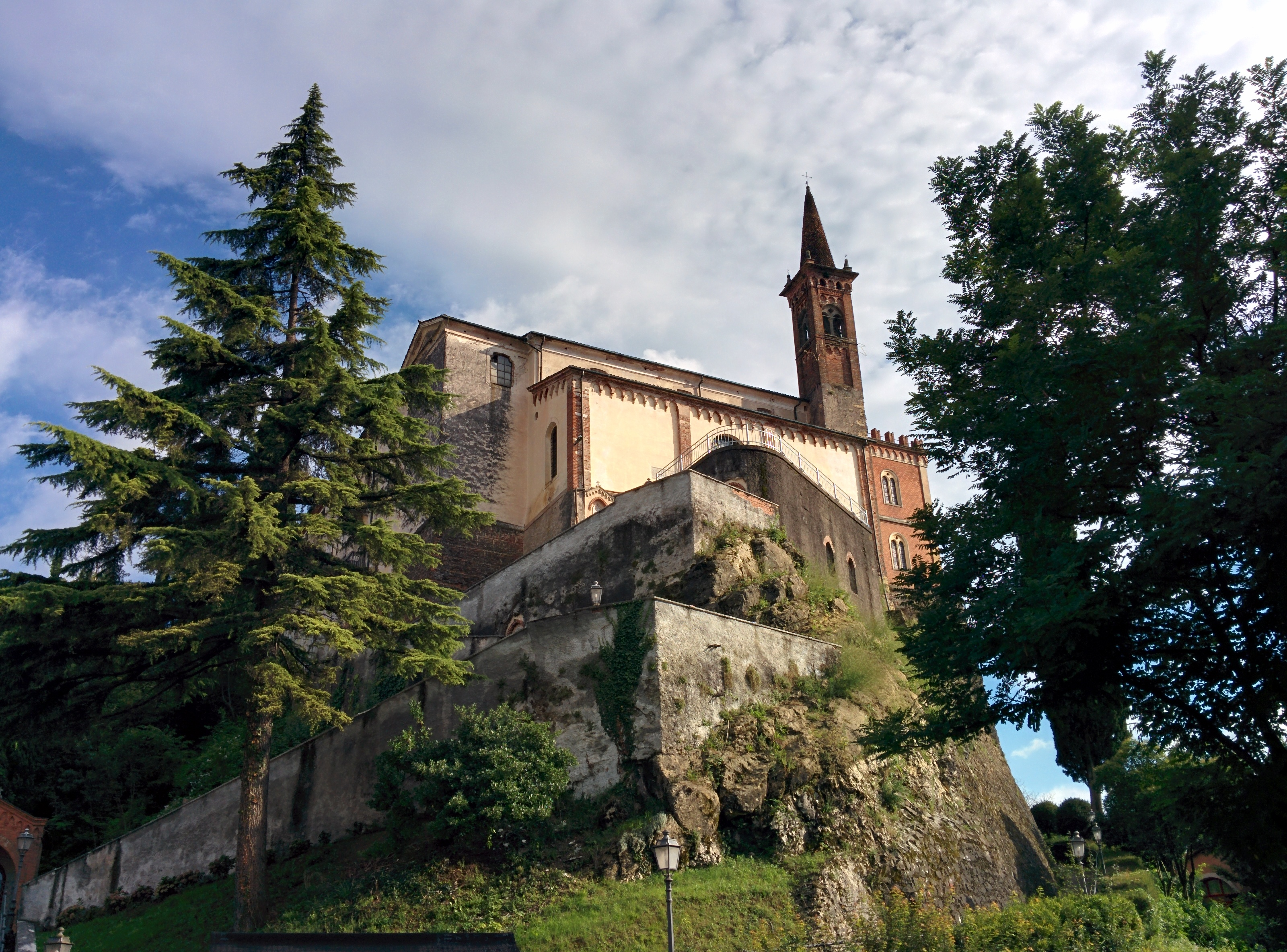
Il convento di Santa Maria del Cengio da via Giarre.

Il convento di Santa Maria del Cengio è un convento con annessa chiesa arroccato sulla parte terminale delle colline in centro paese.
La chiesa di Santa Maria del Cengio è nominata, molto prima che diventasse un convento, per la prima volta nell'anno 1192, tra le pergamene del Centio Camerario. Il primo nucleo di religiosi, formato da quattro frati dell'Ordine di Santa Brigida che riceveranno dal vescovo l'autorizzazione ad abitare nel convento, si costituisce il 25 giugno 1456. Quasi subito però vi si stabilisce un'altra comunità religiosa: i canonici di S. Salvatore, dell'ordine di S. Agostino. I canonici di S. Salvatore saranno presenti a Isola per più di trecento anni.
Il 12 settembre 1771 avviene la soppressione dei canonici regolari dimoranti a Isola per ordine del Senato Veneto. Questo porta all'abbandono del convento che quindi ritorna nelle proprietà della famiglia Porto, che ne aveva lo «jus patronatus» dal 1456. In base a quel privilegio, gli antichi patroni del convento mantengono la proprietà per tutto il periodo in cui è disabitato, eleggendo un rettore che officia la chiesa: don Gaetano Porto, che rimase rettore di S. Maria del Cengio fino alla morte, avvenuta nel gennaio del 1835. I Porto riuniranno poi tutti i beni, precedentemente divisi fra i vari membri della famiglia, per cederli infine ai frati Servi di Maria.
Il 14 dicembre 1904, il Consiglio Generalizio dei Servi di Maria decreta ufficialmente la fondazione del convento di Isola, inizialmente unito a quello di Monte Berico e dal 1912 autonomo, con primo priore fra P. Filippo M. Grendene.
Nella notte tra il 22 e il 23 settembre 1931 nel convento scoppia un incendio che danneggerà fortemente le strutture costringendo ad un restauro.

#### Chiesa di San Vitale

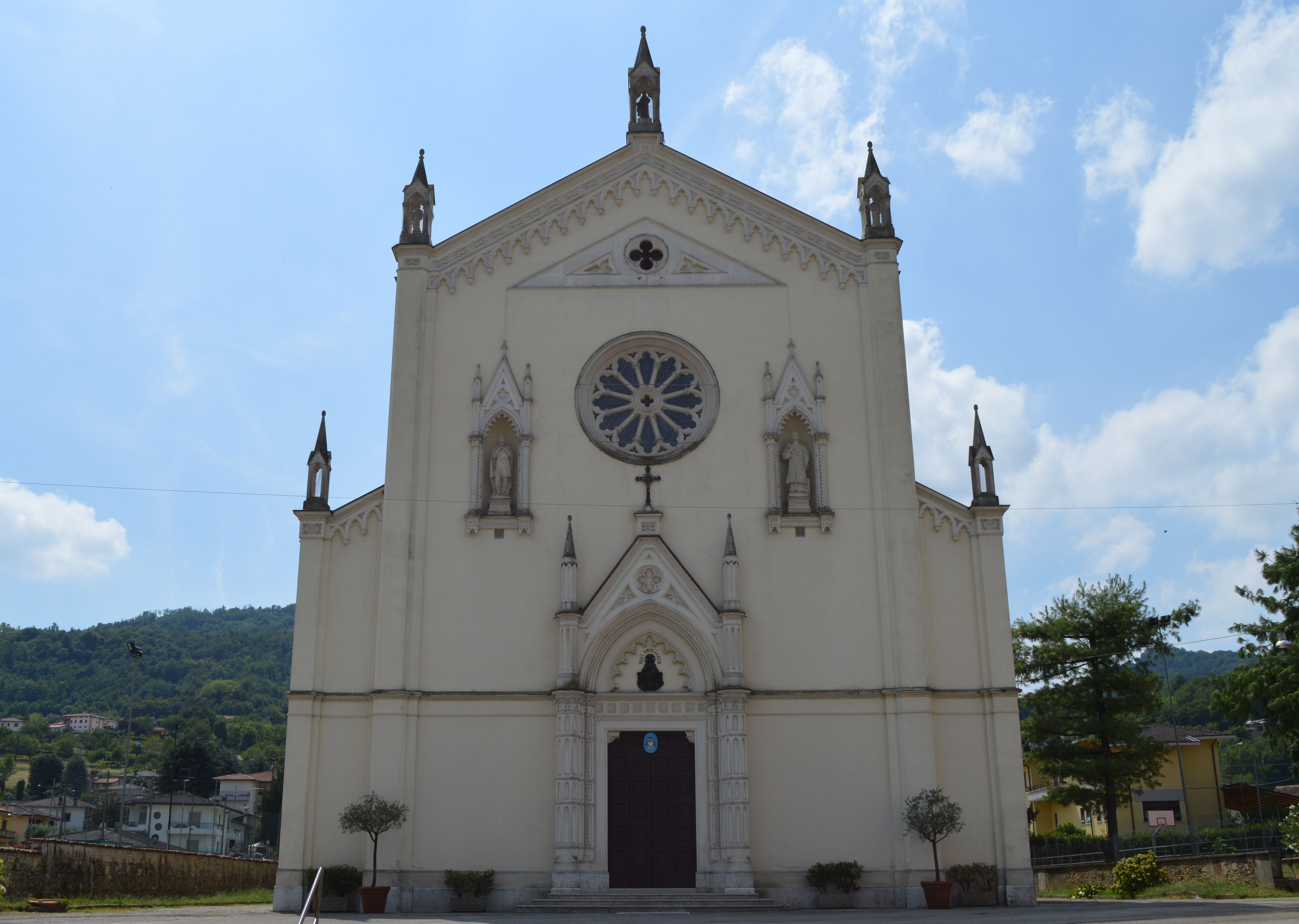
Chiesa di San Vitale a Castelnovo

La chiesa di San Vitale è la chiesa parrocchiale di Castelnovo. La struttura odierna (terminata nel 1911) fu costruita adiacente alla vecchia chiesa (presente da prima del 1262) e i due templi coesistettero per un breve periodo fino al 1921, data della demolizione definitiva della vecchia struttura.
La nuova chiesa di San Vitale fu costruita in quasi 18 anni ad un costo di 102.793,10 £ dell'epoca.
La cerimonia di ufficiatura si tenne il 28 aprile 1912, giorno di san Vitale, presieduta dal vescovo di Vicenza monsignor Federico Rodolfi. Furono indetti due giorni di festa e vennero invitati le personalità più in vista del comune, del vicariato e della diocesi, tutti i sacerdoti delle parrocchie del comune e gli appartenenti al convento di Santa Maria del Cengio.
La chiesa di San Vitale è in stile neogotico. Al suo interno presenta una sola navata con un soffitto caratterizzato da una serie di vele e sei cappelle laterali, tre per lato. Il soffitto di coro e abside, invece, presenta una serie di volte a sesto acuto che dipartono da un tamburo ottagonale.
I muri e il soffitto della chiesa sono per la quasi totalità ricoperti da quella che il Berlaffa definisce una «decorazione murale monumentale» ad opera del professore Someda de Marco (che disegnò le matrici in cartone a grandezza naturale) e di Adolfo e Giuseppe Lovato (che ricopiarono il lavoro del professore).
La chiesa consta di sei altari: cinque nella chiesa e uno nell'oratorio. Tutti gli altari, a parte l'altare della Madonna costruito nel 1913, derivano dalla vecchia chiesetta. Sono presenti cinque tele all'interno della chiesa. Tre di queste (Circoncisione di Gesù e Santi del Pasqualotto e Madonna del Rosario del Maganza) sono sistemate negli altari (altare del Nome di Gesù, dei Santi e della Madonna del Rosario rispettivamente). Le altre due (Martirio di san Vitale di Pietro Ricchi e Deposizione di Gesù dalla Croce di Antonio De Pieri) sono poste sopra le porte laterali ed erano originariamente installate nell'ex altare maggiore e al posto della statua di Gesù in croce nell'altare del Crocifisso.

#### Chiesa di San Lorenzo

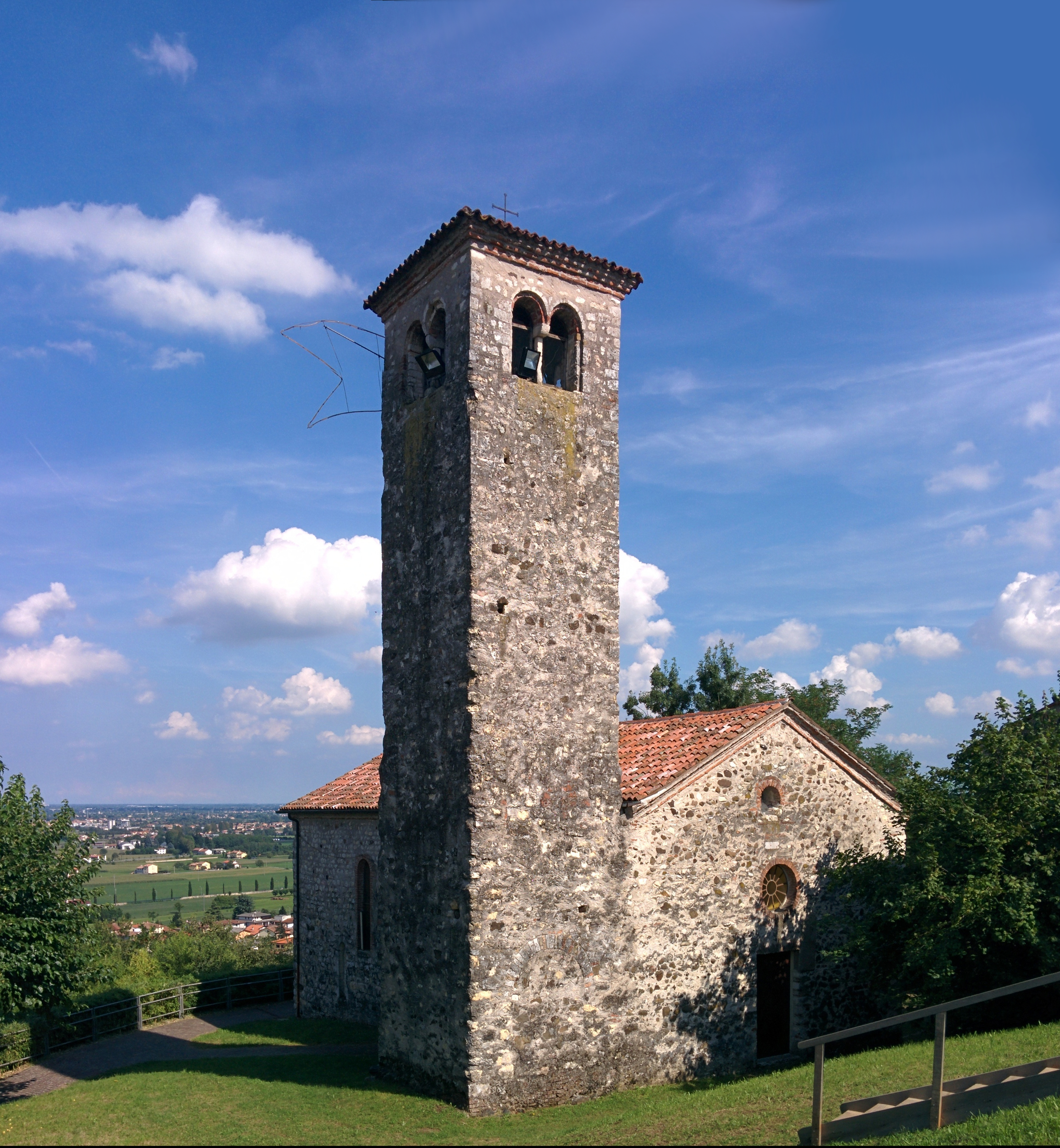
Chiesa di San Lorenzo a Castelnovo

La chiesa di San Lorenzo è una chiesetta presente sulle colline di Castelnovo. Venne costruita prima dell'anno Mille dalla popolazione che si rifugiò sui colli per sfuggire alle orde dei barbari. Nel 1166 venne ricostruita ampliandola e alzando la torre campanaria che si dotò anche delle campane. Mentre nel XIII secolo era ancora la chiesa principale con beni anche nella pianura, in poco tempo si vide soppiantata dalla nascente chiesa parrocchiale di San Vitale, sempre a Castelnovo. Con la continua crescita della comunità pianeggiante, la chiesa divenne subordinata a quella parrocchiale.
Nel Quattrocento vennero dipinti gli affreschi che raffigurano San Lorenzo, la Madonna e il Bambino e san Francesco.
In epoca barocca venne notevolmente ristrutturata portando all'apertura delle porte e delle finestre laterali e alla copertura delle capriate con un soffitto orizzontale. Gli affreschi vennero intonacati.
Nel 1984 vennero sistemate le coperture, mentre negli anni 1997-98 venne sistemato il pendio del colle che era in procinto di sgretolarsi.

### Architetture militari

#### Castel novo
Il Castel novo è una fortificazione militare che sorge sul grumo, la piccola collina più esposta che dà sulla pianura sottostante, nella frazione di Castelnovo. La costruzione del castello nuovo (che si contrappone ad una precedente fortificazione ora inglobata nella chiesa di San Lorenzo), insieme alle bonifiche e alle opere di evangelizzazione benedettine, contribuì all'espansione della parte collinare di Castelnovo e fu quindi un importante evento che segnò la storia del paese.
Originariamente comprendeva due torri, una minore e una maggiore, e un'area circostante circondata da una zona boschiva ad uso difensivo. Nel 1263 la struttura venne parzialmente distrutta, lasciando in piedi solo la torre minore e parte delle mura della torre maggiore, che fungeva anche da residenza signorile. Nel Quattrocento la torre maggiore venne ricostruita e la torre minore parzialmente ristrutturata per uso abitativo. Attualmente le due torri sono ancora presenti e visibili. In particolare la torre maggiore, insieme al pezzo di collina su cui è sita, è denominata dai paesani Torón.
Il Castel Novo appare per la prima volta nei documenti storici in un atto della seconda metà dell'XI secolo dove si fa anche riferimento al villaggio che gravitava attorno al castello il quale non era solo una mera fortificazione, ma anche una sede giuridica. 
Il castello, o parte di esso, andò sicuramente distrutto nel corso del Duecento, dopo la morte di Ezzelino III. La conseguente crisi dei ghibellini portò alla loro fuga da Vicenza nel 1263 e l'occupazione Marostica, Malo, Thiene e Isola e la conseguente distruzione quasi completa delle fortificazioni dei comuni conquistati. La torre rimase integra e a testimonianza di ciò ci sono diversi documenti che ne attestano i passaggi di proprietà. Del castellare, invece, si perdono le tracce storiografiche fino al secolo XV, quando lo storico Pagliarino attesta che la costruzione è ancora distrutta.
Nel 1564 il Balanzon elenca fra i possedimenti di Nicolosa Loschi un castello sul monte in cui è possibile intuire che venne costruita la casa-torre ancora oggi visibile sulle fondamenta del vecchio mastio. Sembra infatti appartenere alla seconda metà del secolo XV, la ricostruzione della torre maggiore che per quasi due secoli era rimasta in stato di rudere, cercando di imitare la struttura precedente, ma adattandola allo stesso tempo ad un uso abitativo. Il castello rimase nelle proprietà dei Loschi fino a Nicolosa Loschi che, alla sua morte nel 1581, lo passò al figlio Ippolito Fiocardi il quale nel 1625 ne deteneva ancora la proprietà. Da questo momento, fino all'estinzione della famiglia a inizio del XIX secolo, il castello rimase in mano ai Fiocardi, pur con gli alti e bassi che la famiglia subì. Per tutto l'Ottocento passò a diversi proprietari (tra cui le suore Canossiane di Vicenza che lo usarono come luogo di villeggiatura per le suore e le alunne) e dal 1963 venne usato come posto adibito a feste e ritrovi paesani, ma l'entusiasmo alla fine scemò e già alla fine degli anni ottanta entrò in decadenza. Nel 1993 venne messo in vendita e nel 1995 venne comprato dai coniugi Pierino e Marilisa Meggiorin, attuale proprietaria, che provvidero a restaurarlo tra il 1998 e il 2002.

## Società

### Evoluzione demografica
Abitanti censiti

## Economia
L'indirizzo produttivo prevalente del settore primario, come in altri centri agricoli della pianura irrigua vicentina, consiste nella coltivazione di cereali (mais, frumento), legumi (soia) e foraggio per i diversi allevamenti di bestiame (costante ed inesorabile appare comunque il continuo declino di questa attività economica). Il contributo, da parte delle attività artigianali e industriali, all'economia locale è più consistente per i settori meccanico, edile (con la presenza di qualche impresa di grosse dimensioni e tecnologicamente avanzata), delle materie plastiche, e per quello dei materiali edili.
Qui ha sede la storica azienda Lima, produttrice di locomotive e locomotori giocattolo e di modellismo ferroviario che ha assorbito i marchi Rivarossi, Arnold e Jouef. Il vecchio stabilimento di Isola ormai è vuoto e chiuso in quanto l'attività è stata acquistata dal gruppo inglese Hornby. Di recente è nata ViTrains, azienda tutta vicentina formata da tecnici dell'ex Lima.

## Amministrazione

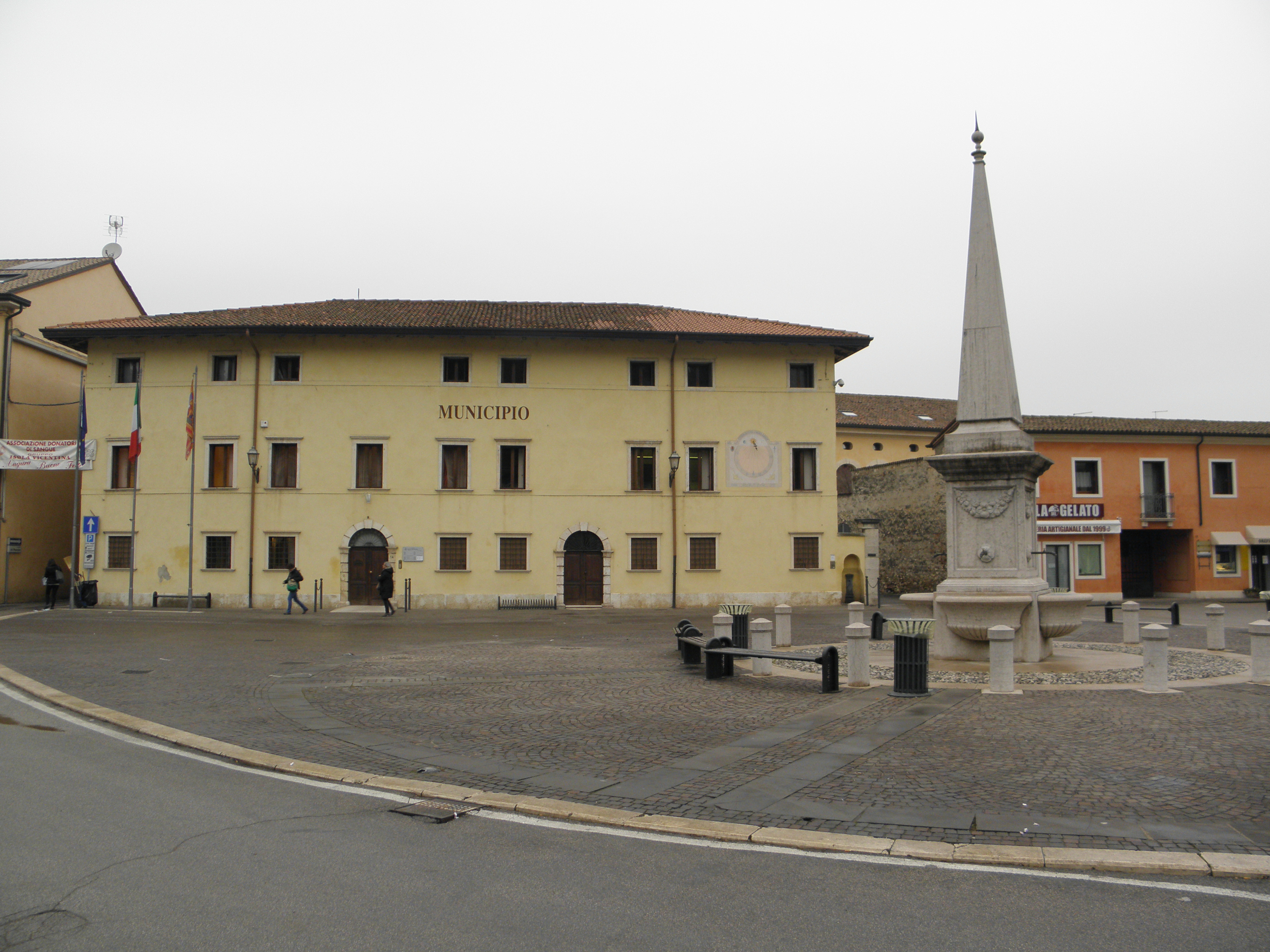
La palazzina municipale e l'antistante piazzale con la fontana

La legge 25 marzo 1993 n. 81 ha introdotto l'elezione diretta del Sindaco insieme a quella dei Consiglieri, mentre prima il Primo Cittadino veniva eletto dal Consiglio Comunale eletto dal popolo. Le elezioni del 1990 sono state per Isola Vicentina le ultime in cui l'elezione del sindaco non è avvenuta direttamente. Prima di tale data, quindi, la data di elezione non coincide necessariamente con quella della nomina per via della votazione che doveva essere fatta in sede di consiglio (potevano passare anche alcuni mesi): è riportata la data della nomina. Durante la storia del paese, si è anche assistito a quinquenni amministrati da più di un sindaco.
| Periodo | Periodo | Primo cittadino  | Partito | Carica                        | Note            |
| ------- | ------- | ---------------- | ------- | ----------------------------- | --------------- |
| 1945    | 1945    | Giovanni Ceccato |         | Giunta eletta dal CLN isolano | [ 136 ]         |
| 1945    | 1945    | Giovanni Nicosia |         | Commissario prefettizio       | [ 136 ]         |
| 1945    | 1946    | Giovanni Cazzola |         | Sindaco                       | [ 136 ] [ 137 ] |

### Sindaci dal 1946
|                                                      | Erminio Piazza         | Democrazia Cristiana | 1946-1953      | 1946   |
| 1951                                                 | Erminio Piazza         | Democrazia Cristiana | 1946-1953      |        |
|                                                      | Domenico Brigo         | Democrazia Cristiana | 1953-1956      | (1951) |
|                                                      | Giuseppe Sbalchiero    | Democrazia Cristiana | 1956-1964      | 1956   |
| 1960                                                 | Giuseppe Sbalchiero    | Democrazia Cristiana | 1956-1964      |        |
|                                                      | Mario Galvanetto       | Democrazia Cristiana | 1964-1970      | 1964   |
|                                                      | Vittorio Rizzi         | Democrazia Cristiana | 1970-1975      | 1970   |
|                                                      | Giuseppe Munari        | Democrazia Cristiana | 1975-1982      | 1975   |
| 1980                                                 | Giuseppe Munari        | Democrazia Cristiana | 1975-1982      |        |
|                                                      | Maria Teresa Righele   | Democrazia Cristiana | 1982-1985      | (1980) |
|                                                      | Plinio Fanton          | Democrazia Cristiana | 1985-1990      | 1985   |
|                                                      | Luigi Cocco            | Democrazia Cristiana | 1990-1993      | 1990   |
|                                                      | Valter Baruchello      | Democrazia Cristiana | 1993-1995      | (1990) |
| Sindaci eletti direttamente dai cittadini (dal 1995) |                        |                      |                |        |
|                                                      | Valter Baruchello      | Centro-destra        | 1995-2004      | 1995   |
| 1999                                                 | Valter Baruchello      | Centro-destra        | 1995-2004      |        |
|                                                      | Massimo De Franceschi  | Centro-sinistra      | 2004-2014      | 2004   |
| 2009                                                 | Massimo De Franceschi  | Centro-sinistra      | 2004-2014      |        |
|                                                      | Francesco Enrico Gonzo | Centro-destra        | 2014-in carica | 2014   |
| 2019                                                 | Francesco Enrico Gonzo | Centro-destra        | 2014-in carica |        |
| 2024                                                 | Francesco Enrico Gonzo | Centro-destra        | 2014-in carica |        |

### Gemellaggi
- Mühlhausen, dal 1998
- Marau, dal 2012